# Москва, я люблю тебя!
«Москва, я люблю тебя!» — совместный проект российских кинематографистов под общим руководством Егора Кончаловского, представляющий собой художественный фильм. Состоит из восемнадцати не связанных между собой пятиминутных киноновелл, поставленных разными режиссёрами. По своей форме проект повторяет французский «Париж, я люблю тебя» и американский «Нью-Йорк, я люблю тебя». Премьера состоялась 2 сентября 2010 года.

## Список киноновелл по порядку

### «Mosca ti amo!»
Сюжет: миграционная служба Москвы ходит с проверкой по общежитию МГУ, незаконный итальянец-футболист, приехавший к любовнице, скрывается от неё на карнизе за окном.
- Автор сценария и режиссёр: Александр Касаткин
- Музыка: Владимир Сайко
- Оператор-постановщик: Андрей Найдёнов
- В ролях: Джулиано Ди Капуа (Николо), Светлана Иванова (Света), Дмитрий Куличков (милиционер), Елизавета Мартинес Кардеас, Андрей Фролов (Серёга).

### «Job — Работа»
Сюжет: крайне суровое собеседование, почти допрос, который устраивают англоговорящие люди при приёме на работу (Job, [d3ob]), как представляется — на очень престижную и ответственную должность. А на самом деле — работа «человеком-бутербродом».
- Авторы сценария: Дмитрий Мишин, Артём Михалков
- Режиссёр: Артём Михалков
- Музыка: Виктор Сологуб, Алексей Карпов
- Оператор-постановщик: Сергей Мачильский
- Художник-раскадровщик: Владимир Ракша
- В ролях: Григорий Антипенко (Сергей Александрович), Александр Рапопорт (сотрудник иностранной фирмы), Анатолий Королько, Михаил Климанов, Михаил Малинин (портной), Наталья Тихонова, Александр Николаев, Денис Кирис (врач в клинике), Сергей Пешеходов, Дмитрий Краснов, Ольга Журавкина, Роман Кириллов, Сергей Колесниченко, Василий Горчаков, Игорь Скурихин.

### «Он и она»
Сюжет: двое встречаются после долгого расставания, он предлагает ей выйти за него замуж и они уезжают на поливочной машине.
- Автор сценария и режиссёр: Андрей Разенков
- Музыка: Константин Шевелев
- Оператор-постановщик: Антон Антонов
- В ролях: Евгений Стычкин (Он), Евгения Добровольская (Она).

### «Барада (неприятная ситуация)»
Сюжет: две невесты плачут у клуба, разговаривая и выкрикивая проклятия на «олбанском». Мимо них проходит карлик, сажает смеющуюся женщину в автомобиль, и уезжает.
- Автор сценария и режиссёр: Элина Суни
- Музыка: Александр Григорьев, Глеб Гезиков, группа Scheidenbach
- Оператор-постановщик: Геннадий Карюк
- В ролях: Алиса Гребенщикова (невеста), Ангелина Миримская (невеста), Владимир Тишенков (карлик).

### «Улыбка летней ночи»
Сюжет: два ангела, один в обличье мужчины, другой — собаки, помогают женщине встретиться с бывшей любовью.
- Автор сценария и режиссёр: Екатерина Калинина
- Музыка: Андрей Александров
- Оператор-постановщик: Александр Носовский
- В ролях: Максим Суханов (ангел), Наталья Вдовина (женщина на мосту), Татьяна Решетникова.

### «Настоящая жизнь»
Сюжет: у прожигателя жизни, употребляющего наркотики и алкоголь, умирает дедушка. Утром ему кажется, что дедушка зовёт его на традиционную пробежку перед восходом, они добегают до моста, дедушка говорит о «настоящей жизни», и он возвращается к дому. Там мать говорит, что дед на самом деле умер уже несколько часов назад.
- Автор сценария и режиссёр: Иван Охлобыстин
- Музыка: Виктор Сологуб, Алексей Карпов
- Оператор-постановщик: Сергей Акопов
- В ролях: Александр Пашутин (дед), Артём Михалков (внук), Ирина Бразговка (мать), Владимир Долинский (доктор), Мария Померанцева (Маша), Елена Родак (Марина).

### «Письмо бабушке Уйне»
Сюжет: скрипачка-кореянка Мису, приехавшая в Москву на конкурс Чайковского, пишет письмо домой, рассказывая о том, будто бы она успешно устроилась, её слушает много людей, она встретила парня. Однако её фразы на самом деле означают, что Мису играет на улице за копейки, а парень сбил её на мотоцикле.
- Автор сценария: Людмила Темнова
- Режиссёр: Георгий Натансон
- Музыка: Виктор Сологуб, Алексей Карпов
- Оператор-постановщик: Антон Антонов
- В ролях: Нелли Цай (Мису), Илья Алексеев (мотоциклист).

### «Валерик»
Сюжет: кукловод даёт представление на улице, в котором сгорает его героиня-кукла. Потом он возвращается к себе домой, где находится много кукол.
- Автор сценария и режиссёр: Георгий Параджанов
- Музыка: Валерий Баяхчян
- Оператор-постановщик: Сергей Акопов
- В ролях: Валерий Баяхчян (Валерик), Дмитрий Митин.

### «Высотка»
Сюжет: мужчина, от которого ушла девушка, купил телескоп и подглядывает в окна. Неожиданно он замечает «холёного» мужчину, который хочет застрелиться, после чего звонит в аптеку и вызывает людей, которые спасают несостоявшегося самоубийцу.
- Автор сценария: Ираклий Квирикадзе
- Режиссёр: Нана Джорджадзе
- Музыка: Виктор Сологуб, Алексей Карпов
- Оператор-постановщик: Ломер Ахвледиани
- В ролях: Фёдор Бондарчук (самоубийца), Игорь Ветров (человек с подзорной трубой).

### «В центре ГУМа у фонтана»
Сюжет: молодая женщина-мороженщица в центре ГУМа встречается с различными людьми, в том числе с хорошим знакомым. Все встречи касаются любви.
- Автор сценария и режиссёр: Екатерина Двигубская
- Музыка: Виктор Сологуб, Алексей Карпов
- Оператор-постановщик: Александр Носовский
- В ролях: Наталья Фатеева (пожилая дама), Аврора, Альберт Филозов (старик), Трио «Фреш-Арт», Дмитрий Дюжев (Вано), Анна Лилиенталь, Екатерина Двигубская (продавец мороженого), Мария Романова (девушка с мороженым), Любовь Толкалина (женщина с ребёнком), Михаил Друян, Маша Михалкова, Алексей Зимин, Наталья Аринбасарова (камео), Дарья Субботина, Егор Кончаловский (фотограф), Александр Готлиб, Артём Михалков (прохожий), Татьяна Арно, Дарья Михалкова, Анастасия Цветаева, Татьяна Геворкян, Александр Бородин[уточнить].

### «Этюд в светлых тонах»
Сюжет: женщина — работник метрополитена, смотрительница одной из станций ночью. Просыпается в 23:00, завтракает, приходит на работу, выключает электричество на станции и… пишет картины.
- Автор сценария и режиссёр: Василий Чигинский
- Музыка: Виктор Сологуб, Алексей Карпов
- Операторы-постановщики: Вячеслав Лазарев, Антон Антонов
- В ролях: Татьяна Владимирова (работница метрополитена), Александр Шелудько.

### «Абонент недоступен»
Сюжет: девушка, стоя у памятника С. Есенину, вспоминает, как она приехала в Москву искать «своё счастье».
- Автор сценария: Наталья Шапошникова
- Режиссёр: Олег Фомин
- Музыка: Виктор Сологуб, Алексей Карпов
- Оператор-постановщик: Вася Сикачинский
- В ролях: Александра Урсуляк (провинциалка), Олег Фомин (коллега по работе), Людмила Иванова (женщина в автобусе), Игорь Юраш (милиционер), Павел Абдалов, Мария Баева, Дмитрий Горевой (прохожий).

### «Москвичи»
Сюжет: лидеры двух бандитских группировок («русской» и «кавказской»), шедшие со своей свитой за цветами и неожиданно столкнувшиеся у цветочной палатки, спорят — кто первый в очереди и кто главнее.
- Автор сценария: Иван Охлобыстин
- Режиссёр: Егор Кончаловский
- Музыка: Виктор Сологуб, Алексей Карпов
- Оператор-постановщик: Антон Антонов
- В ролях: Иван Охлобыстин (отец Иоанн), Вадим Цаллати (Юсуп), Александр Фирсанов, Захар Сабаов, Михаил Данилин, Тамерлан Царикаев, Евгений Щипагин, Алан Гиголаев, Николай Дудаладов, Александр Кодзаев, Сергей Савельев, Рустам Дзагаев, Юрий Сберегаев, Заза Чичинадзе, Данилов Александр, Алексей Дмитриев, Богю Лилиан, Франклин Оняго, Андрей Свиридов, Кристина Пак, Сен Мо, Светлана Ким, Хан Ичжу.

- Песня «Дорогие мои москвичи» (музыка Исаака Дунаевского, стихи Владимира Масс и Михаила Червинского). Исполняют Леонид и Эдит Утёсовы.

### «Королева»
Сюжет: мама крутится как белка в колесе, чтобы пять минут побыть на равных со звёздами Дома музыки.
- Автор сценария и режиссёр: Алла Сурикова
- Музыка: Алексей Шелыгин, Владимир Сайко
- Оператор-постановщик: Александр Носовский
- В ролях: Мария Миронова, Феликс Давыдов, Владимир Павлов, Андрей Давыдов, Василий Седых.

### «Скрипач»
Сюжет: киллер спасает цыганскую девочку от похищения и погибает.
- Автор сценария: Сергей Попов
- Режиссёр: Вера Сторожева
- Музыка: Илья Шипилов
- Оператор-постановщик: Владимир Климов
- В ролях: Евгений Миронов (киллер), Соня Дударчик (цыганочка), Алексей Агрызков, Светлана Травченко, Роберт Манукян, Денис Жильцов, Александр Черных, Михаил Купфер.

### «Таксист»
Сюжет: бывший стритрейсер встречает свою бывшую девушку.
- Автор сценария: Сергей Потынко
- Режиссёр: Алексей Голубев
- Музыка: Валерий Парамонов
- Оператор-постановщик: Эдуард Мошкович
- В ролях: Юлия Образцова (бизнес-леди), Дильназ Ахмадиева, Данила Козловский (таксист), Роман Парамонов, Егор Кончаловский, Тая Ильичева, Степан Крумилов, Наталья Ахметчанова, Дин Махаматдинов, Елена Ткачук, Сергей Потынко, Денис Шашкин, Жан Мелимеров, Надежда Игошина, Арина Голубева, Наталья Бардо (репортер)

- Песня «Стрит Драйв» (музыка и слова Доминика Джокера) и песня «Подари мне» (музыка и слова Надежды Новосадович).

### «Никитские ворота»
Сюжет: возвращается муж с работы раньше времени.
- Автор сценария и режиссёр: Ираклий Квирикадзе
- Музыка: Виктор Сологуб, Алексей Карпов
- Оператор-постановщик: Михаил Квирикадзе
- В ролях: Фёдор Лавров (муж), Екатерина Крупенина (жена), Владимир Коротков, Тариел Габидзашвили.

### «Объект № 1»
Сюжет: старый промальпинист экзаменует молодого на макушках московских высотных достопримечательностей.
- Автор сценария и режиссёр: Мурат Ибрагимбеков
- Музыка: Алеся Маньковская
- Саунд-дизайн: Александр Копейкин
- Оператор-постановщик: Багир Рафиев
- В ролях: Леонид Тимцуник (старый высотник), Павел Акимкин (молодой высотник)
- Каскадеры: И. Новоселов, Л. Бурлаков, А. Черных, А. Щербакова, С. Юркин, А. Сесин, Ш. Мухамедиев, В. Елизаров, Б. Мещенчук.